# Candimboides cuneiformis
Candimboides cuneiformis is een platworm (Platyhelminthes). De worm is tweeslachtig. De soort leeft in het zoute water.
Het geslacht Candimboides, waarin de platworm wordt geplaatst, wordt tot de familie Candimboididae gerekend. De wetenschappelijke naam van de soort werd voor het eerst geldig gepubliceerd in 1982 door Prudhoe.